# Anders Stigebrandt
Anders Gösta Stigebrandt, född 10 november 1942 i Uddevalla, är en svensk professor emeritus i oceanografi vid Göteborgs universitet.

## Biografi
Anders Stigebrandt disputerade 1978 vid Göteborgs universitet på en avhandling om strömnings- och blandningsförlopp i avgränsade fjordar. Han fortsatte sin karriär på universitetet och var 1986–2009 professor i oceanografi, särskilt marin systemanalys. I samarbete med systemekologen Fredrik Wulff tog han tidigt fram bland annat teoretiska modeller för fosforbalans och övergödning i Östersjön, vilket senare vidareutvecklats betydligt och använts som underlag för beslut om olika reningsåtgärder. Han vetenskapliga publicering har (2025) enligt Google Scholar över 7 000 citeringar samt ett h-index på 46.
Sedan 2009 är han seniorprofessor och har under denna tid bland annat forskat och gjort experiment på hur man kan rehabilitera havsområden som blivit syrefria på grund av övergödning.
Stigebrandt undertecknade 2008 tillsammans med 15 andra professorer och fyra docenter ett upprop från den klimatskeptiska organisationen Stockholmsinitiativet där man framhöll att "Vetenskapen är inte enig om klimatlarmen". Han har framförallt tillbakavisat påståenden om att Golfströmmen skulle försvagas av växthuseffekten, något som även IPCC senare kommit fram till.

### Ledamotskap och utmärkelser
- 1990 – ledamot av Kungl. Vetenskapsakademien
- 1996 – mottagare av Fridtjof Nansen Medal [14]
- 2001 – mottagare av Rossbypriset